# Něco jako komedie
Něco jako komedie (v anglickém originále It's Kind of a Funny Story) je americký komediální a dramatický film z roku 2010. Za scénářem a režií stojí Anna Boden a Ryan Fleck. Film je adaptací stejnojmenného románu Neda Vizziniho z roku 2006. Hlavní role hrají Keir Gilchrist, Zach Galifianakis, Emma Roberts a Viola Davis. Film měl premiéru ve Spojených státech dne 8. října 2010 a získal převážně pozitivní reakce kritiků. V České republice nebyl promítán v kinech.

## Obsazení
- Keir Gilchrist jako Craig Gilner
- Emma Roberts jako Noelle
- Zach Galifianakis jako Bobby
- Viola Davis jako Dr. Minerva
- Zoë Kravitz jako Nia
- Thomas Mann jako Aaron Fitzcarraldo
- Aasif Mandvi jako Dr. Mahmoud
- Bernard White jako Muqtada
- Lauren Graham jako Lynn Gilner
- Jim Gaffigan jako George Gilner
- Matthew Maher jako Humble
- Adrian Martinez jako Johnny
- Jeremy Davies jako  Smitty
- Willian Silvan jako Willian
- Mary Birdsong jako Bobbyho bývalá žena
- Novella Nelson jako profesorka
- Morgan Murphy jako Joanie
- Dana DeVestern jako Alissa Gilner
- Laverne Cox jako transgender pacient

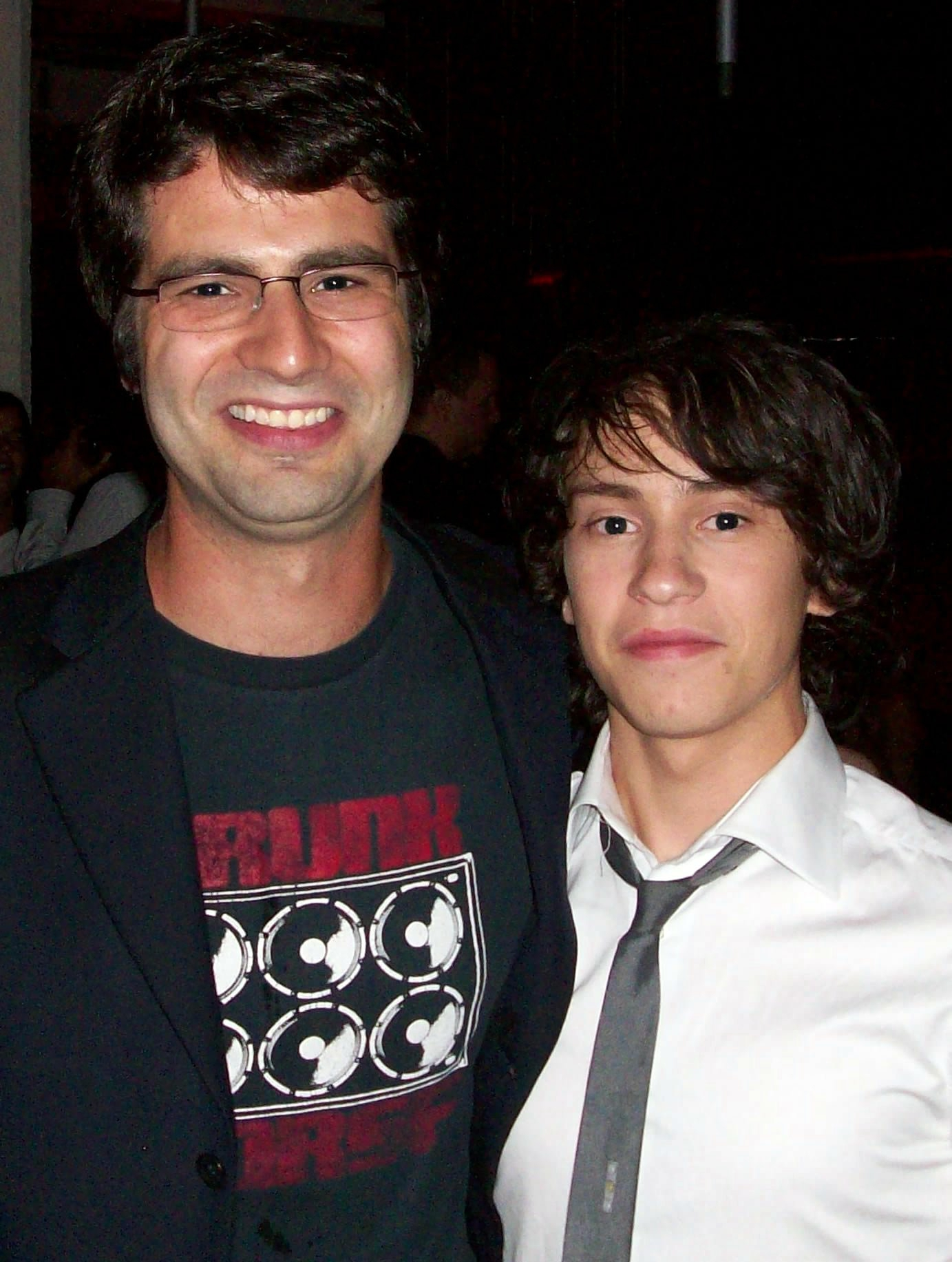
Ned Vizzini, autor novely a Keir Gilchrist, hlavní představitel filmu na Mezinárodním filmovém festivalu v Torontu v roce 2010.

- Ethan Herschenfeld jako Solomon
- Ned Vizzini jako učitel hudby

## Produkce
V květnu 2006 studia Paramount Pictures a MTV Films získala práva na zpracování novely Neda Vizziniho. Film nakonec převzala společnost Focus Features. Natáčení bylo zahájeno dne 30. listopadu 2009 v New Yorku a trvalo 6 týdnů. Kanadská kapela Broken Social Scene pracovala na hudbě k filmu.

## Přijetí

### Tržby
Film vydělal 6,5 milionů dolarů po celém světě. Rozpočet filmu činil 8 milionů dolarů. 

### Recenze
Na recenzní stránce Rotten Tomatoes získal ze 129 započtených recenzí 58 procent s průměrným ratingem 6 bodů z deseti. Na serveru Metacritic snímek získal z 33 recenzí 63 bodů ze sta. Na Česko-Slovenské filmové databázi snímek získal 72 procent.